# Рубцовка (Саратовская область)
Рубцовка — хутор в Перелюбском районе Саратовской области в составе  Иванихинского муниципального образования.

## География
Находится на расстоянии примерно 10 километров по прямой на восток-северо-восток от районного центра села Перелюб.

## История
Основан  в 1910 году, назван по фамилии видного местного жителя.

## Население
| 2010 |
| ---- |
| 6    |

Постоянное население составляло 54 человека в 2002 году (казахи 54%) ,  6 в 2010 году.